# Tim Collins (baseballista)
Timothy Michael Collins (ur. 21 sierpnia 1988) – amerykański baseballista występujący na pozycji miotacza (relief pitchera).

## Przebieg kariery
W lipcu 2007 jako wolny agent podpisał kontrakt z Toronto Blue Jays, ale grał tylko w klubach farmerskich tego zespołu, najwyżej na poziomie Double-A w New Hampshire Fisher Cats. 14 lipca 2010 w ramach wymiany zawodników przeszedł do Atlanta Braves, zaś siedemnaście dni później do Kansas City Royals, w którym zadebiutował 31 marca 2011 w meczu przeciwko Los Angeles Angels of Anaheim, w którym rozegrał jedną zmianę, oddał jedno uderzenie i bazę za darmo. Pierwsze zwycięstwo zanotował trzy dni później w wygranym po 13 zmianach meczu z Angels.
W styczniu 2013 otrzymał powołanie do reprezentacji Stanów Zjednoczonych na turniej World Baseball Classic. W marcu 2015 przeszedł operację Tommy’ego Johna, co wykluczyło go z gry do końca sezonu.
14 grudnia 2016 podpisał niegwarantowany kontrakt z Washington Nationals. 21 maja 2018 w meczu przeciwko San Diego Padres zanotował pierwszy występ w MLB od 2014. Przerwa spowodowana była kontuzją łokcia. W 2019 grał w Chicago Cubs.